# Nifurtimox
Nifurtimox (Handelsname Lampit) ist ein Arzneistoff aus der Gruppe der Nitrofurane, der als Antiprotozoikum zur Behandlung der Chagas-Krankheit eingesetzt wird.

## Klinische Angaben
Nifurtimox wird von der WHO zur Behandlung der akuten Chagas-Krankheit, einer Infektion mit Trypanosoma cruzi, empfohlen. Für einen Beleg der Wirksamkeit auch bei der chronischen Chagas-Krankheit gibt es nur unzureichende Informationen.
Neben der Chagas-Krankheit wird derzeit der Einsatz von Nifurtimox in einer Kombinationstherapie mit Eflornithin zur Behandlung des späten Stadiums der westafrikanischen Schlafkrankheit, einer Infektion mit einer Unterart von Trypanosoma brucei, geprüft. Auch eine Wirkung bei der Behandlung von Neuroblastomen und Medulloblastomen wird derzeit getestet, nachdem bei der Behandlung einer an Chagas erkrankten Patientin eine Remission eines Neuroblastoms beobachtet worden war.
Zu den häufigeren Nebenwirkungen gehören Gewichtsverlust und Magersucht, psychische Veränderungen, Reizbarkeit oder Schläfrigkeit sowie gastrointestinale Störungen wie Durchfall und Erbrechen. Aus Tierversuchen gibt es Hinweise auf Neurotoxizität, Gonadotoxizität sowie schädliche Wirkung in Nebennieren, im Dickdarm, in der Speiseröhre und der Brustdrüse.
Nifurtimox soll nicht während der Schwangerschaft eingesetzt werden; es gibt Hinweise darauf, dass der Stoff mutagen ist.

## Pharmakologische Eigenschaften
Nach peroraler Gabe wird es gut resorbiert und praktisch vollständig metabolisiert. Nifurtimox wirkt vermutlich über die Bildung freier Radikale, die vom Parasiten kaum abgebaut werden können.

## Sonstige Informationen
Nifurtimox wurde in den 1960er Jahren unter der Bezeichnung „Bayer 2502“ bei der Bayer AG entwickelt. Seit 1967 wird der Stoff gegen die Chagas-Krankheit eingesetzt; er ist neben Benznidazol die einzige Substanz, die zur Behandlung dieser Krankheit zur Verfügung steht. Derzeit sind keine Nifurtimox-Präparate in Deutschland, Österreich oder der Schweiz zugelassen; in Südamerika stehen Tabletten mit 120 mg Wirkstoff zur Verfügung. Nachdem Bayer die Herstellung mangels Nachfrage 1997 eingestellt hatte, wurde die Produktion im Jahr 2000 wieder aufgenommen, um klinische Studien bei der afrikanischen Schlafkrankheit zu ermöglichen. Durch Vereinbarungen zwischen der WHO und Bayer und durch Arzneimittelspenden des Herstellers gilt die Versorgung mit Nifurtimox inzwischen wieder als gesichert.